# NGC 4637
NGC 4637 is een lensvormig sterrenstelsel in het sterrenbeeld Maagd. Het hemelobject werd op 1 maart 1854 ontdekt door de Ierse astronoom William Parsons.

## Synoniemen
- UGC 7881
- MCG 2-32-188
- ZWG 71.7
- VCC 1945
- PGC 42744